# Monteverde (stolica tytularna)

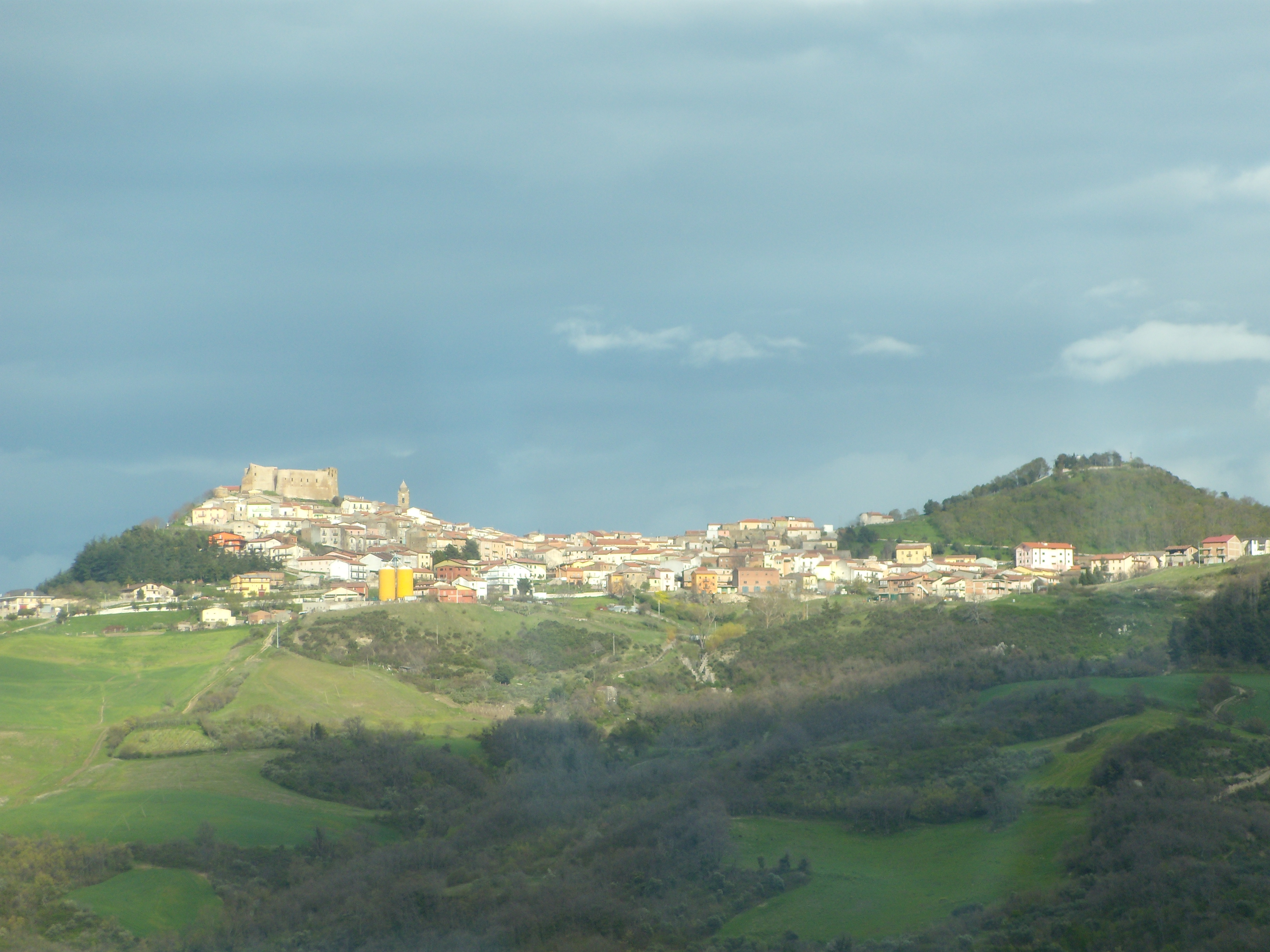
Panorama współczesnego miasta Monteverde

Monteverde (łac.  Montis Viridis, wł. Monteverde) – stolica historycznej diecezji w Italii erygowanej w roku 1049, a skasowanej w roku 1818. 
Współczesne miasto Monteverde w prowincji Avellino we Włoszech. Obecnie katolickie biskupstwo tytularne ustanowione w 1968 przez papieża Pawła VI. 

## Biskupi tytularni
| Lp. | Biskup            | Funkcja                                        | Od                   | Do               |
| --- | ----------------- | ---------------------------------------------- | -------------------- | ---------------- |
| 1   | Josef Schoiswohl  | emerytowany biskup Graz-Seckau (Austria)       | 10 czerwca 1969      | 26 lutego 1991   |
| 2   | John Joseph Glynn | biskup pomocniczy ordynariatu wojskowego (USA) | 10 grudnia 1991      | 23 sierpnia 2004 |
| 3   | Luigi Padovese    | wikariusz apostolski Anatolii (Turcja)         | 11 października 2004 | 3 czerwca 2010   |
| 4   | Luciano Russo     | nuncjusz apostolski                            | 27 stycznia 2012     |                  |